# Amused to Death
Amused to Death is een conceptalbum en het derde studioalbum van Roger Waters, voormalig lid van Pink Floyd. Het album werd uitgebracht op 7 september 1992. De titel van het album heeft te maken met het materiaal wat Waters schreef tijdens de tournee voor Radio K.A.O.S.. Het album behaalde een achtste positie in de UK Albums Chart.
Waters zei in een interview in 1993 dat hij samples van HAL 9000 uit de film 2001: A Space Odyssey wilde gebruiken op het album. Stanley Kubrick, de regisseur van de film, wilde hiervoor geen toestemming geven uit angst voor latere verzoeken van derden. Sommigen denken juist dat Kubrick niet akkoord ging omdat Pink Floyd ook geen toestemming wilde geven voor hun muziek in de film A Clockwork Orange.
In The End of Education, een boek van de Amerikaanse schrijver Neil Postman, komt het album aan bod:

Roger Waters, ooit de leadzanger van Pink Floyd, werd geïnspireerd door een boek van mij om een cd genaamd Amused to Death te maken. Dit veroorzaakte een groei in mijn populariteit onder studenten. Toch zal ik Waters of zijn muziek nooit evenaren.
— Neil Postman in The End of Education

In een interview met de BBC in 2013 gaf Roger Waters te kennen Amused to Death en Dark Side of the Moon als zijn beste werk te beschouwen.

## Tournee
Roger Waters heeft Amused to Death nooit integraal live gespeeld als concept-show, in tegenstelling tot zijn The Wall-show waarmee Waters jarenlang de wereld rond toerde.
Het album is wel in zijn geheel live op het podium gebracht in het Nederlandse clubcircuit. De Nederlandse Pink Floyd-tributeband Infloyd speelde 25 shows in Nederland, waaronder in AFAS Live.

## Nummers
Alle muziek en teksten zijn geschreven door Roger Waters. 
| 1.                 | The Ballad of Bill Hubbard (bevat geen materiaal van Roger Waters) | 4:19 |
| 2.                 | What God Wants, Part 1                                             | 6:00 |
| 3.                 | Perfect Sense, Part I                                              | 4:16 |
| 4.                 | Perfect Sense, Part II                                             | 2:50 |
| 5.                 | The Bravery of Being Out of Range                                  | 4:43 |
| 6.                 | Late Home Tonight, Part I                                          | 4:00 |
| 7.                 | Late Home Tonight, Part II                                         | 2:13 |
| 8.                 | Too Much Rope                                                      | 5:47 |
| 9.                 | What God Wants, Part II                                            | 3:41 |
| 10.                | What God Wants, Part III                                           | 4:08 |
| 11.                | Watching TV                                                        | 6:07 |
| 12.                | Three Wishes                                                       | 6:50 |
| 13.                | It's a Miracle                                                     | 8:30 |
| 14.                | Amused to Death                                                    | 9:06 |
| Totale duur: 72:45 |                                                                    |      |